# NGC 1930
NGC 1930 est une vaste galaxie lenticulaire située dans la constellation du Peintre. NGC 1930 a été découverte par l'astronome britannique John Herschel en 1834.

## Caractéristiques
Sa vitesse par rapport au fond diffus cosmologique est de 4 387 ± 8 km/s, ce qui correspond à une distance de Hubble de 64,7 ± 4,5 Mpc (∼211 millions d'al).
À ce jour, six mesures non basées sur le décalage vers le rouge (redshift) donnent une distance de 59,650 ± 13,243 Mpc (∼195 millions d'al), ce qui est à l'intérieur des valeurs de la distance de Hubble. Notons cependant que c'est avec la valeur moyenne des mesures indépendantes, lorsqu'elles existent, que la base de données NASA/IPAC calcule le diamètre d'une galaxie et qu'en conséquence le diamètre de NGC 1930 pourrait être d'environ 65,5 kpc (∼214 000 al) si on utilisait la distance de Hubble pour le calculer. 

## Paire de galaxies
Selon Soares et ses collègues, NGC 1930 et ESO 253-001 forment une paire de galaxies. La distance de Hubble d'ESO 253-001  est de 65,29 ± 5,56 (∼), ce qui est presque indentique à celle de NGC 1930 confirmant ainsi qu'il s'agit d'une paire réelle de galaxies.